# NGC 6782
NGC 6782 este o galaxie situată în constelația Păunul. A fost descoperită în 12 iulie 1834 de către John Herschel. Se află la o distanță de 50 de megaparseci de Pământ.